# Royal Mail
Royal Mail (velšsky Post Brenhinol, skotskou gaelštinou a' Phuist Rìoghail, česky Královská pošta) je britská společnost provozující poštovní služby. Stará se o sběr a doručování poštovních zásilek v celém Spojeném království.
Založena byla v roce 1516 a po většinu své historie byla veřejnou službou. Po přijetí zákona Postal Services Act v roce 2011 ale byla započata její privatizace. V roce 2013 bylo 70 % akcií společnosti nabídnuto na londýnské burze a o dva roky později prodala vláda i zbylý podíl.
V roce 2024 podala společnost EP Group Daniela Křetínského nabídku na koupi společnosti za 3,6 miliardy liber (pět miliard při započtení odhadovaných dluhů Royal Mail), což byla největší akvizice jeho společnosti v historii. V mediálních vyjádřeních se Křetínský zaručil, že dodrží rozsah poštovních služeb. Britská vláda nicméně v létě roku 2024 oznámila, že obchod posoudí z hlediska možných bezpečnostních rizik pro klíčovou službu státu.